# LitPol Link
LitPol Link est une interconnexion électrique d'une capacité de 1 000 MW entre la Lituanie et la Pologne. Elle relie sur une longueur de 341 kilomètres, l'Union pour la coordination du transport de l'électricité au réseau électrique des pays baltes géré par BALTSO.

## Histoire
Les prémices du projet remontent à 2000, quand la commission européenne accepte de financer le projet. En septembre 2006, Valdas Adamkus et Lech Kaczyński, respectivement président de la Lituanie et de la Pologne, acceptent le projet, avant qu'un accord soit signé la même année entre Lietuvos Energija et PSE-Operator. Un second accord est signé en février 2008, pour créer la structure porteuse du projet, LitPol Link, qui est finalement créée en mai 2008. Les premiers travaux connexes au projet commencent en 2013. Sa construction a démarré le 5 mai 2014, pour un coût estimé à 340 millions d'euros.
Après des décennies d'efforts visant à réduire leur dépendance électrique à l'égard de Moscou, les pays baltes doivent rejoindre le réseau européen en février 2025. Les trois pays ont décidé en 2018 de synchroniser leurs réseaux électriques avec le système continental européen, après avoir obtenu un soutien financier de l'Union européenne.
À la suite de la rupture du câble électrique Estlink 2 reliant la Finlande à l’Estonie suite à un probable sabotage en décembre 2024, le gouvernement lituanien a annoncé que le Service de sécurité publique, chargé de protéger des infrastructures critiques, commencerait à surveiller LitPol Link, dès le 15 janvier, et non pas seulement en avril comme prévu auparavant. Le réseau électrique lituanien est également relié à la Suède, via la mer Baltique, la connexion sera placée sous la protection du Service de sécurité publique en avril.